# Clifford Robe Shaw
Clifford Robe Shaw (* 1895 in Luray, Indiana; † 1957) war ein US-amerikanischer Soziologe und Kriminologe. Als Schüler von Ernest W. Burgess zählt er zu Chicagoer Schule der Soziologie. Gemeinsam mit Henry D. McKay baute er die stadtökologische Concentric Zone Theory von Robert E. Park zu einer Theorie der sozialen Desorganisation aus. In der Version von Shaw und McKay gehört sie zum kriminalsoziologischen Lehrbuchwissen. Zudem gilt er als Pionier des biographischen Verfahrens in der Soziologie und kann als Leiter des Chicago Area Project und Mentor Saul Alinskys als ein notwendiger Vorläufer des Community Organizings gelten.

## Leben
Shaw wuchs als Sohn eines Farmers in Luray, einer kleinen Bauerngemeinde in Indiana auf. Anfangs studierte er, um Geistlicher zu werden, wandte sich dann aber, nach Ableistung seines Militärdienstes 1918, der Soziologie zu und studierte an der Universität Chicago. Er erwarb nie einen Doktortitel und arbeitete von 1921 bis 1923 als Teilzeitkraft mit auf Bewährung Entlassenen an der Illinois State Training School und von 1924 bis 1926 als Bewährungshelfer. 1926 wurde er auf Empfehlung von Burgess Forschungsdirektor des Illinois Department of Public Welfare’s Institute for Juvenile Research.

## Theorie der sozialen Desorganisation
Die Concentric Zone Theory geht von einem Modell aus, in dem der Stadtkern von weiteren Gebieten in Form konzentrischer Kreise umgeben ist. Das Geschäftszentrum hat dabei die Tendenz, sich nach außen auszudehnen. Dabei entsteht eine das Zentrum umgebende Region, die transition zone, in der eine heterogene Bevölkerung mit niedrigem sozialen Status wohnt. Diese Menschen leben laut Shaw und McKay häufig in instabilen Familien und in Wohnungen schlechter Qualität. Sie führen laut Theorie weit häufiger kriminelle Handlungen aus als die Bewohner anderer Stadtteile, wobei ihre ethnische Zugehörigkeit keine signifikante Rolle spielt. In den Zonen, die die transition zone umgeben, sinkt die Kriminalitätsrate wieder merklich.
Shaw und McKay erklärten das von ihnen beobachtete Phänomen damit, dass der vom Geschäftszentrum ausgehende Strukturwandel eine soziale Desorganisation in der benachbarten transition zone bewirke. Traditionelle Institutionen wie Nachbarschaften, Schule und Familie spielten dort keine stabilisierende Rolle mehr, womit ein Werte- und Normkonsens fehle. Zudem würden delinquente Verhaltensweisen in einem solchen desorganisierten sozialen Umfeld von denen erlernt, die diese Einstellungen bereits erworben haben.

## Schriften (Auswahl)
- Delinquency Areas. A Study of the Geographic Distribution of School Truants, Juvenile Delinquents, and Adult Offenders in Chicago, University of Chicago Press, 1929
- The natural history of a delinquent career. The University of Chicago Press, Chicago 1931 (Neuauflage: Greenwood Press, New York 1968).
- Brothers in Crime, University of Chicago Press, Chicago 1941.
- Juvenile Delinquency and Urban Areas, University of Chicago Press; New edition edition 1972 (Erstausgabe 1942), mit Henry D. McKay
- The Jack-Roller. A Delinquent Boy's Own Story, University of Chicago Press, Chicago 2013, mit einem Vorwort von Howard S. Becker (Erstausgabe 1930).